# Otto Schenk
Otto Schenk (ur. 12 czerwca 1930 w Wiedniu, zm. 9 stycznia 2025) – austriacki reżyser i aktor teatralny.

## Życiorys
Studiował w Max Reinhardt Seminar na Unwiersytecie Wiedeńskim. W 1952 roku zaczął występować jako aktor, zdobywając sobie popularność zwłaszcza jako odtwórca roli Froscha w Zemście nietoperza Johanna Straussa. Związany był z wiedeńskimi Theater in der Josefstadt i Wiener Volkstheater. W 1957 roku zadebiutował jako reżyser, wystawiając w Landestheater w Salzburgu Czarodziejski flet W.A. Mozarta. Wystawiał zarówno repertuar klasyczny, jak i dzieła współczesne: Lulu Albana Berga i Dantons Tod Gottfrieda von Einema. Przez wiele lat współpracował z Metropolitan Opera w Nowym Jorku, gdzie zrealizował Fidelia (1970), Tannhäusera (1977), Opowieści Hoffmanna (1981), Arabellę (1982) oraz cykl Pierścień Nibelunga (1986–1991). Wystawił też m.in. Wesele Figara w mediolańskiej La Scali (1974) oraz Bal maskowy w londyńskim Covent Garden Theatre (1975).